# HMS Bazely (K311)
HMS Bazely (K311) là một tàu frigate lớp Captain của Hải quân Hoàng gia Anh hoạt động trong Chiến tranh Thế giới thứ hai. Nó nguyên được Hoa Kỳ chế tạo như là chiếc DE-2, một tàu hộ tống khu trục lớp Evarts, và chuyển giao cho Anh Quốc theo Chương trình Cho thuê-Cho mượn (Lend-Lease). Nó là chiếc tàu chiến thứ hai của Hải quân Anh được đặt tên theo Đô đốc John Bazely (1740-1809), người từng tham gia các cuộc Chiến tranh Bảy Năm, Chiến tranh Cách mạng Hoa Kỳ và Chiến tranh Cách mạng Pháp. Nó đã phục vụ cho đến khi chiến tranh kết thúc tại Châu Âu, hoàn trả cho Hoa Kỳ vào ngày 20 tháng 8, 1945; nhưng được cho rút biên chế vào ngày 22 tháng 10, 1945 và xóa đăng bạ vào ngày 16 tháng 11, 1945. Con tàu cuối cùng bị bán để tháo dỡ vào năm 1946.

## Thiết kế và chế tạo
Những tàu frigate lớp Captain thuộc phân lớp Evarts có chiều dài chung 289 ft 5 in (88,21 m), mạn tàu rộng 35 ft 1 in (10,69 m) và độ sâu mớn nước khi đầy tải là 8 ft 3 in (2,51 m). Chúng có trọng lượng choán nước tiêu chuẩn 1.140 tấn Anh (1.160 t); và lên đến 1.430 tấn Anh (1.450 t) khi đầy tải. Hệ thống động lực bao gồm bốn động cơ diesel General Motors Kiểu 16-278A nối với bốn máy phát điện để vận hành hai trục chân vịt; công suất 6.000 hp (4.500 kW) cho phép đạt được tốc độ tối đa 21 kn (24 mph; 39 km/h), và có dự trữ hành trình 4.150 nmi (4.780 mi; 7.690 km) khi di chuyển ở vận tốc đường trường 12 kn (14 mph; 22 km/h).
Vũ khí trang bị bao gồm ba pháo 3 in (76 mm)/50 cal trên tháp pháo nòng đơn có thể đối hạm hoặc phòng không, một khẩu đội 1,1 inch/75 caliber bốn nòng và chín pháo phòng không Oerlikon 20 mm. Vũ khí chống ngầm bao gồm một dàn súng cối chống tàu ngầm Hedgehog Mk. 10 (có 24 nòng và mang theo 144 quả đạn); hai đường ray Mk. 9 và tám máy phóng K3 Mk. 6 để thả mìn sâu.
Bazely được đặt lườn như là chiếc DE-2 tại Xưởng hải quân Boston ở Boston, Massachusetts vào ngày 5 tháng 4, 1942; nó được hạ thủy vào ngày 27 tháng 6, 1942. Con tàu được chuyển giao cho Anh vào ngày 18 tháng 2, 1943, được đỡ đầu cùng ngày hôm đó bởi bà Eustace A. (Margaret Phoebe) Brock, mang ký hiệu lườn K311, và nhập biên chế cùng Hải quân Hoàng gia Anh dưới quyền chỉ huy của Hạm trưởng, Thiếu tá Hải quân Jeffry V. Brock.

## Lịch sử hoạt động
Trong quá trình phục vụ cùng Hải quân Hoàng gia Anh, Bazely hoạt động trong vai trò chính là hộ tống các đoàn tàu vận tải vượt Đại Tây Dương từ năm 1943 đến năm 1945 và tại biển Bắc Cực trong năm 1945. Nó có thành tích nổi bật khi đã tham gia vào việc đánh chìm ba tàu ngầm U-boat Đức trong suốt cuộc chiến tranh. Tại phía Đông Bắc quần đảo Azores vào ngày 23 tháng 11, 1943, Bazely đã cùng các tàu frigate Blackwood (K313) và Drury (K316) đánh chìm chiếc U-648; rồi chỉ hai ngày sau đó lại cùng với Blackwood đánh chìm chiếc U-600 tại vị trí về phía Bắc Ponta Delgada, Azore. Khi chiến tranh sắp kết thúc tại Châu Âu, vào ngày 21 tháng 4, 1945, nó phối hợp cùng các tàu frigate Drury và Bentinck (K314) trong hoạt động đánh chìm chiếc U-636.
Bazely được hoàn trả lại cho Hoa Kỳ tại Chatham, Anh vào ngày 20 tháng 8, 1945, nhằm giảm bớt chi phí mà Anh phải trả cho Hoa Kỳ trong Chương trình Cho thuê-Cho mượn (Lend-Lease). Con tàu nhập biên chế cùng Hải quân Hoa Kỳ cùng ngày hôm đó như là chiếc USS Bazely (DE-2) dưới quyền chỉ huy của Hạm trưởng, Đại úy Hải quân Lester H. Watson; thành phần thủy thủ đoàn của nó vốn vừa đưa chiếc tàu tuần tra USS Surprise (PG-63) hoàn trả cho Anh trong Chương trình Cho thuê-Cho mượn ngược.
Sau khi đón thêm lên tàu 39 hành khách, USS Bazely khởi hành tám ngày sau đó cho chặng đầu tiên trong hành trình quay trở về Hoa Kỳ. Nó gia nhập Đội đặc nhiệm 21.3 vào ngày hôm sau và rời vùng biển ngoài khơi Kent để vượt Đại Tây Dương, về đến Xưởng hải quân Philadelphia vào ngày 8 tháng 9. Bazely được cho xuất biên chế tại Philadelphia, Pennsylvania vào ngày 22 tháng 10, 1945, và tên nó được rút khỏi danh sách Đăng bạ Hải quân vào ngày 16 tháng 11, 1945. Công việc tháo dỡ nó hoàn tất vào ngày 28 tháng 5, 1946.